# Partido del Pueblo Unido (Singapur)
El Partido del Pueblo Unido (en inglés: United People's Party o UPP0) fue un partido político singapurense que se escindió del Partido de Acción Popular en 1961. Junto con el Barisan Sosialis, en 1963 protagonizaron la mayor oposición jamás enfrentada por el PAP en una elección general, aunque el UPP ganó un solo escaño, el de su líder Ong Eng Guan, que se oponía a la fusión con Malasia. En 1965, tras la independencia de Singapur, Ong Eng Guan renunció a su escaño y el PAP recuperó el control del mismo. En 1968, el partido se disolvió.